# 梅克伦堡-前波美拉尼亚足球协会联赛
梅克伦堡-前波美拉尼亚足球协会联赛（德語：Fußball-Verbandsliga Mecklenburg-Vorpommern）是梅克伦堡-前波美拉尼亚州立足球协会辖下地区的顶级足球赛事，并作为协会联赛之一组成了德国足球联赛系统的第六级赛事。其冠军可以直接升入东北高级联赛。
梅克伦堡-前波美拉尼亚协会联赛是自1991-92赛季起以“梅克伦堡-前波美拉尼亚州级联赛”的名义成立。自1995-96赛季起，它改称为现名，而州级联赛此后仅担任协会联赛的下级赛事。自2009-10赛季开始，协会联赛之下的州级联赛被划分为三个赛区作赛，即北部、东部和西部。自2017-18赛季起，梅克伦堡-前波美拉尼亚的联赛系统由于俱乐部数量减少而发生改变，同时州级联赛将仅保留两个赛区。

## 总览
1990年7月14日，梅克伦堡-前波美拉尼亚州立足球协会作为统一后的德国足协下属区域性协会成立。一年后，梅克伦堡-前波美拉尼亚协会联赛于1991年以“梅克伦堡-前波美拉尼亚州级联赛（Landesliga Mecklenburg-Vorpommern）”的名义创建，这是由16支球队组成的梅克伦堡-前波美拉尼亚州及梅克伦堡-前波美拉尼亚州立足协辖下范围内的顶级足球赛事。它覆盖了原罗斯托克、新勃兰登堡和什未林三个行政区联赛所在的地区。这三个行政区各贡献了4至5支球队至新联赛，另有2支球队则来自东德乙级联赛。梅克伦堡-前波美拉尼亚州级联赛是前东德在这个级别建立的五个联赛中的最后一个，较其它四个同级联赛均晚了一年。自1995-96赛季起，它改称为现名，而州级联赛此后仅担任协会联赛的下级赛事。
自成立以来，联赛的规模主要维持在16支参赛球队，偶尔也会受到升级或降级名额的影响而转向17支球队。梅克伦堡-前波美拉尼亚协会联赛是东北高级联赛北区的输送联赛，它与柏林联赛、勃兰登堡联赛一样，冠军可获直接升级。因此，它最初位居德国足球联赛系统的第四级。随着东北地区联赛在1994年作为联赛系统的第三级面世，协会联赛下滑至第五级。2008年，当德丙联赛成立时，协会联赛再降一个级别。然而，联赛作为东北高级联赛的输送联赛状态却并没有发生变化。

## 历年冠军
| 赛季         | 冠军                     |
| 州级联赛时期 | 州级联赛时期             |
| ------------ | ------------------------ |
| 1991-92      | 汉莎罗斯托克业余队       |
| 1992-93      | FSV什未林                |
| 1993-94      | 罗斯托克90               |
| 1994-95      | 帕尔希姆                 |
| 协会联赛时期 |                          |
| 1995-96      | 汉莎罗斯托克业余队       |
| 1996-97      | 诺伊斯特雷利茨           |
| 1997-98      | 申贝格95                 |
| 1998-99      | 瓦尔内明德               |
| 1999-00      | 维斯马船锚               |
| 2000-01      | 和睦什未林               |
| 2001-02      | 诺伊斯特雷利茨           |
| 2002-03      | 席费尔斯哈根1950         |
| 2003-04      | 维斯马船锚               |
| 2004-05      | 托尔格洛狮鹫             |
| 2005-06      | 申贝格95                 |
| 2006-07      | 格赖夫斯瓦尔德04         |
| 2007-08      | FSV本特维施              |
| 2008-09      | 申贝格95                 |
| 2009-10      | 维斯马船锚               |
| 2010-11      | 新勃兰登堡04             |
| 2011-12      | 波美拉尼亚格赖夫斯瓦尔德 |
| 2012-13      | 席费尔斯哈根1950         |
| 2013-14      | 瓦伦09                   |
| 2014-15      | 维斯马船锚               |
| 2015-16      | 梅克伦堡什未林           |